# Spectrul lui Phlebas
Spectrul lui Phlebas (1987) (titlu original Consider Phlebas), este un roman space opera al scriitorului scoțian Iain M. Banks, primul din seria Culturii.
Romanul este centrat pe războiul dintre Idirani și Cultură, pe care Banks o prezintă prin intermediul mai multor elemente care l-au marcat. Protagonistul romanului, Bora Horza Gobuchul, este un dușman al Culturii nu pentru că susține politica Idiranilor, ci pentru că nu este de acord cu principiile Culturii.
Spectrul lui Phlebas este primul roman science fiction publicat de Banks a cărui acțiune se petrece în universul Culturii și titlul său provine de la un citat din poemul Tărâmul pustiu, IV de T. S. Eliot. Un alt roman al aceleiași serii, Look to Windward (2000), al cărui titlu provine de la versul anterior al aceluiași poem, poate fi considerat oarecum o continuare.

## Istoria romanului
La fel ca majoritatea creațiilor SF de început ale lui Banks, Spectrul lui Phlebas reprezintă o rescriere a unei cărți mai vechi, după cum a expilcat într-un interviu din 1994:
„Phlebas a fost tot una veche, scrisă imediat după The Wasp Factory, în 1984. Am descoperit că rescrierea unei cărți vechi cere un efort mai mare decât scrierea uneia pornind de la o schiță, dar a trebuit să revin asupra ei și să îndrept lucrurile. Acum pot merge mai departe, să creez lucruri noi.”

## Intriga
Cultura și Imperiul Idiran poartă un război la scară galactică. Horza, un mercenar capabil să-și schimbe înfățișarea după dorință (un Schimbător), primește de la stăpânii săi Idirani misiunea de a regăsi o Minte a Culturii care s-a refugiat pe Lumea lui Schar. o Planetă a Morții. Planetele de acest tip sunt lumi-cimitir lăsate neatinse pentru a servi drept monument al civilizațiilor lor acum dispărute și se află sub controlul ființelor necorporale Dra'Azon. Atât Culturii, cât și Idiranilor, le este interzis să coboare pe astfel de lumi, dar cum Horza a făcut parte dintr-un grup de Schimbători care a servit în trecut pe planetă și a asistat la devastarea ei, este unul dintre extrem de puținele persoane din univers cărora li se permite coborârea pe ea.
În drum spre Lumea lui Schar el întâlnește o bandă de pirați și mercenari condusă de Kraiklyn și aflată la bordul navei Turbulența în Aer Clar, căreia i se alătură. Porfitând de o înlănțuire de evenimente, Horza îl ucide pe Kraiklyn și îi ia locul, schimbându-și corpul și fața ca să semene cu al lui. El salvează nava și echipajul de distrugere pe orbitalul Vavatch - o masiva lume inelară cu un diametru de 14 kilometri, pe care Cultura o distruge pentru a nu cădea în mâinile Idiranilor. În timpul evadării li se alătură o dronă a Culturii, Unaha-Closp și o femeie. Deși e deghizată, Horza o recunoaște în ea pe Balveda, o agentă pe care Cultura vrea s-o plaseze în apropierea lui pentru a pune mâna pe Minte înaintea acestuia. La rândul ei, Balveda dezvăluie adevărata identitate a lui Horza în fața echipajului, dar acesta nu este revoltat de uciderea adevăratului căpitan și îi rămâne alături în continuare.
Horza și echipajul său ajung pe Lumea lui Schar și pornesc în căutarea Minții prin labirintul Sistemului de Comandă, un vast complex subteran construit ca centru de comandă pentru un război nuclear (război care a și șters de pe suprafața acelei lumi orice urmă de viață). Ei descoperă că Lumea mai este vânată și de câțiva Idirani, supraviețuitori ai unui grup de comandă mai numeros, care i-au ucis pe Schimbătorii de pe planetă și nu au habar de alianța semnată între timp de Imperiul lor cu Schimbătorii. Pentru ei, Horza și însoțitorii săi sunt dușmani care trebuie uciși, iar asta complică misiunea.
În primă fază, echipajul Turbulenței în Aer Clar reușește să doboare mai mulți Idirani și să-l facă prizonier pe singurul supraviețuitor, Xoxarle. Drona Unaha-Closp găsește ascunzătoarea Minții, dar Idiranul captiv reușește să se elibereze și începe să-i vâneze din nou pe Horza și ai lui. Un alt Idiran, despre care se crezuse că e mort, preia controlul unuia dintre trenurile garate în tunelurile subterane și stabilește un curs de coliziune cu trenul în care se ascunde Mintea. În cele din urmă, Xoxarle este ucis de acțiunea combinată a lui Unaha-Closp și a Balvedei. Mintea este recuperată, dar cu un preț teribil: întreg echipajul navei Turbulența în Aer Clar e mort, drona Unaha-Closp este avariată grav, iar Horza, rănit grav, moare la puțin timp după ce balveda îl readuce la suprafață.
O serie de apendice care urmează ultimului capitol relatează ce s-a mai întâmplat cu personajele care au supraviețuit și face un rezumat al desfășurării războiului dintre Cultură și Idirani.

### Cuprins
| - Prolog - 1. Sorpen - 2. Mâna lui Dumnezeu 137 - 3. Turbulența în Aer Clar - 4. Templul Luminii - Starea jocului: unu - 5. Meganava - 6. Mâncătorii - Interludiu în întuneric - 7. Un joc de Damage - 8. Sfârșitul Invenției - Starea jocului: doi - 9. Lumea lui Schar | - 10. Sistemul de Comandă: Batolitul - Starea jocului: trei - 11. Sistemul de Comandă: Stațiile - 12. Sistemul de Comandă: Motoarele - 13. Sistemul de Comandă: Terminus - 14. Privește pe Phlebas - Apendice: Războiul între Idirani și Cultură - Motive: Cultura - Motive: Idiranii - Războiul, pe scurt - Dramatis personae - Epilog |

## Personaje
- Bora Horza Gobuchul - Schimbător care a asistat la distrugerea civilizației de pe Lumea lui Schar, planetă pe care și-a pierdut și iubita. În conflictul dintre Idirani și Cultură se alătură celor dintâi, deoarece viziunea lor i se pare mai umană. Este însărcinat să găsească o Minte a Culturii care s-a refugiat pe Lumea lui Schar, dar moare în timpul misiunii.
- Juboal-Rabaroansa Persosteck Alseyn Balveda dam T'seif - agentă în secțiunea Circumstanțe Speciale a Culturii însărcinată să se infiltreze în grupul lui Horza pentru a pune mâna pe Minte înaintea Idiranilor.
- Yalson - hominidă păroasă din echipajul Turbulenței în Aer Clar, devine perechea lui Horza și rămâne însărcinată cu el. Este ucisă pe Lumea lui Schar.
- Kraiklyn - căpitanul navei Turbulența în Aer Clar. Este pasionat de jocul Damage și de multe ori își duce echipajul în misiuni sortite eșecului. Este ucis de Horza, care îi fură identitatea.
- Unaha-Closp - robot care rămâne fără voia lui alături de echipajul Turbulenței în Aer Clar. Desconsiderat de Horza, îl ajută în găsirea Minții pierdute pe Lumea lui Schar, dar se defectează în lupta împotriva lui Xoxarle.
- Xoxarle - Idiran aflat în misiune pe Lumea lui Schar pentru a captura Mintea. Nu știe că Horza este aliatul superiorilor săi și nici nu-l crede când i se spune, omorându-i pe aproape toți camarazii acestuia. Este ucis prin eforturile combinate ale lui Horza, Unaha-Closp și Balveda.
- Querl Xoralundra - Idiran, părinte-spion și preot războinic al sectei Celor Patru Suflete tributare Farn-Idir. Îi salvează viața lui Horza și îl însărcinează cu găsirea Minții pe Lumea lui Schar.
- Wubslin - inginer în Compania Liberă Kraiklyn, coleg de cabină cu Horza
- Dorolow - femeie religioasă din CLK, colegă de cabină cu Yalson
- Aviger - cel mai bătrân membru al CLK, un om extrem de flexibil
- Jandraligeli - colegul de cabină al lui Aviger
- Gow și kee-Alsorofus - colege de cabină și prietene intime din CLK
- Mipp - pilot și trăgător de elită din CLK
- Tzbalik Odraye - asul în computere din cadrul CLK
- Rava Gamdol - colegul de cameră al lui Odraye, aparent aparținând aceleiași specii ca și Yalson
- Leniproba - cel mai tânăr membru al CLK și cel mai bun compromis pentru un medic la bordul Turbulenței în Aer Clar
- Lamm - colegul de cabină al lui Leniproba, umblă mereu înarmat și are în costum un dispozitiv nuclear pe care e dispus să-l detoneze ca să nu fie capturat
- Quayanorl - Idiran aflat în misiune pe Lumea lui Schar; deși e pe moarte, reușește să-l ajute pe Xoxarle să-i ucidă pe însoțitorii lui Horza
- Stafl-Preonsa Fal Shilde 'Ngeestra dam Crose - membru/ă al Culturii, capabil/ă să depășească în previziuni mașini de milioane de ori mai inteligente decât el/ea

## Semnificație literară și critici
Cartea a fost destul de bine primită de critică, fiind considerată o space-opera alertă cu un erou de o moralitate ambiguă, scene grandioase și tehnologii deosebite. Printre criticile care i-au fost aduse se numără lipsa unei teme grandioase, intriga episodică și finalul care nu se ridică la înălțimea restului cărții. Kirkus Reviews a catalogat romanul ca „prea lung și discordant, dar plin de imaginație și captivant pe alocuri”.
În legătură cu acest roman, Banks a declarat într-un interviu:
„Are loc un război important [în Spctrul lui Phlebas] și o serie de indivizi și grupuri reușesc să-l influențeze. Dar nici chiar aceste acțiuni nu schimbă de fapt foarte mult starea de lucruri. La sfârșitul cărții, am introdus o secțiune în care subliniez asta povestind ce s-a întâmplat după război, într-o încercare de a pune întrebarea 'Pentru ce?' Cred că această abordare are de-a face cu reacția mea față de clișeul SF al 'protagonistului singuratic', cel cu individul care poate determina direcția unei întregi civilizații. Este extrem de greu ca o singură persoană să facă asta. Și te face să te întrebi dacă ar fi fost vreo diferență în cazul în care Iisus Hristos, Karl Marx sau Charles Darwin n-ar fi existat. Pur și simplu nu știm.”